# Julius Meinl
Die Julius Meinl AG war ein bedeutender österreichischer Lebensmittelhändler, dessen Kernbereich nach wie vor die Erzeugung und der Handel von Kaffee ist. Ihr Markenzeichen ist der von Joseph Binder entworfene Meinl-Mohr, bis 2004 ein schwarzer Kinderkopf mit hohem rotem Fes auf gelbem Grund, seitdem in rot.

## Geschichte

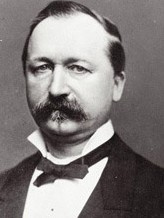
Firmengründer Julius Meinl I.

Das Unternehmen entstand aus dem im Jahre 1862 von Julius Meinl I. in Wien (1. Bezirk, Fleischmarkt) gegründeten Gewürzgeschäft, in dem anfangs nur grüne Kaffeebohnen, später auch frisch gerösteter Kaffee angeboten wurde. Durch das von Meinl entwickelte Verfahren zur schonenden Kaffeeröstung wurde das Unternehmen in Österreich-Ungarn bald in seiner Branche führend. Ab 1893 wurden auch Feigen- und Malzkaffee geröstet und 1896 wurde das Unternehmen in eine offene Gesellschaft umgewandelt.
Nachdem bereits 1905 in der Heigerleinstraße in Wien-Hernals eine eigene Schokoladenfabrik errichtet wurde, bezog Meinl im Jahr 1912 die auf der anderen Seite der Vorortelinie in der Neuseagasse (heute Julius Meinl-Gasse) gelegene, nach wie vor bestehende Firmenzentrale. Nach und nach wurde das Sortiment um weitere selbst erzeugte Produkte wie Tee, Schokolade, Pralinen, Kakao, Kekse, Waffeln und Marmeladen erweitert, denen sich später Erzeugungen für Obst- und Gemüsekonserven, Essig, Senf, Fruchtsäfte, Teigwaren, Destillate, Margarine sowie hauseigene Öl- und Weinkellereien anschlossen. Das Unternehmen entwickelte sich so zum ersten vertikal integrierten Lebensmittelkonzern in Österreich. 1912 wurde ein eigenes Importbüro in London gegründet und der Zwischenhandel damit ausgeschaltet.
Bereits bevor Julius Meinl II. im Jahr 1913 die alleinige Leitung des Konzerns von seinem Vater übernahm, sorgte er für eine Expansion des Unternehmens, welches zum größten Lebensmittelhändler der Donaumonarchie aufstieg.
Sozialpolitisch nennenswerte Maßnahmen des Unternehmens sind die Einführung der Sonntagsruhe im Jahr 1907 sowie der 5-Tage-Woche mit 43 Wochenstunden im Jahr 1931. Bereits 1906 wurde eine eigene Lehrlingsausbildung gegründet, die Meinl-Verkäufer erhielten hier eine strenge Ausbildung in Warenkunde und geschliffenen Umgangsformen. Dies sollte die Firmenkultur nachhaltig prägen.

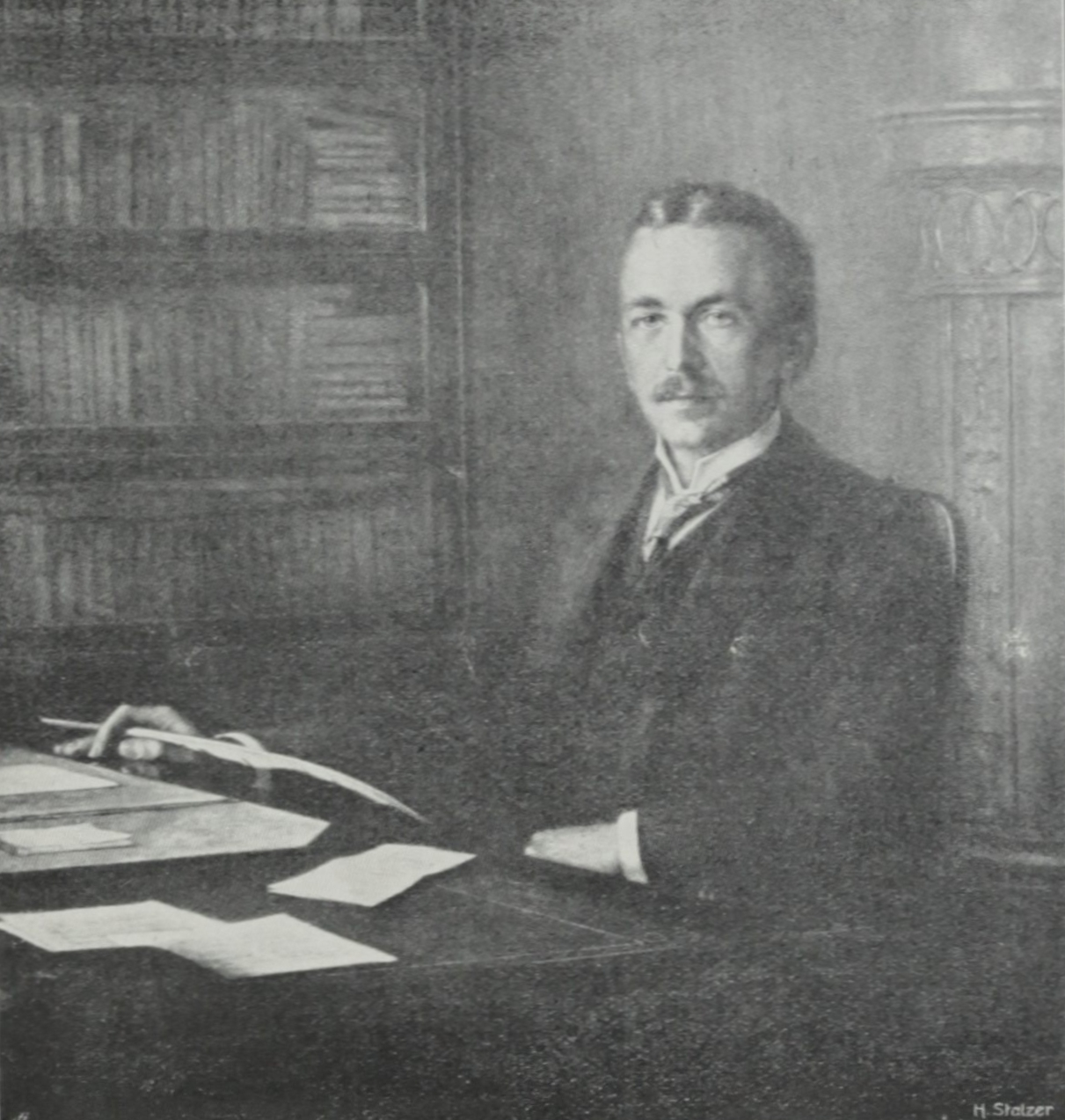
Julius Meinl II.

1919 wurde das Unternehmen in eine Aktiengesellschaft umgewandelt, das Grundkapital betrug 30 Millionen Kronen. Auch nach dem Ersten Weltkrieg blühte das Geschäft mit frisch geröstetem Kaffee, so dass bereits im Jahr 1927 das Unternehmen die Staatliche Auszeichnung erhielt und damit das Recht, das Bundeswappen im Geschäftsverkehr zu führen. Der Umsatz betrug 1928 insgesamt acht Millionen Schilling. In den 1920er Jahren nahm Meinl die Produktion von Margarine auf und errichtete 1937 auf seinem Gutshof Alt-Prerau im Weinviertel eine eigene Fabrik für Gemüse- und Fleischkonserven. Dort weideten auch an die 300 Kühe, welche die Milch für eine eigene Meinl-Teebutter gaben.
1933 übernahm Julius Meinl III. das operative Geschäft und erweiterte das Filialnetz auf über 1000 Filialen im Jahr 1939. Das Unternehmen wurde in dieser Zeit aufgrund der Qualität seiner auch in Belgrad in eigenen Filialen verkauften Produkte königlich Jugoslawischer Hoflieferant. In den 1930er Jahren übernahm man zudem den 1888 ursprünglich als Beerenmosterei und Champagnererzeugung gegründeten Konkurrenten Brüder Kunz und führte die Firma als Niedrigpreis-Kette bis Anfang der 1990er Jahre fort.

1938 wurde das Unternehmen arisiert und alle jüdischen Vorstände entlassen, der NS-linientreue Leiter der Berliner Niederlassung übernahm die Leitung des Unternehmens. Julius Meinl III. emigrierte als strikter Gegner der Nationalsozialisten mit seiner jüdischen Frau und den gemeinsamen Kindern über Jugoslawien (das dortige Schloss Freudenau stand im Besitz der Familie) nach England. 1939 wurde der Süßwarenhersteller Charles Cabos übernommen und als Tochtergesellschaft weitergeführt. Der Aufsichtsrat des Unternehmens umfasste 1942 neben dem im Unternehmen verbliebenen Seniorchef Julius Meinl II. den deutschen Staatssekretär a. D. Rudolf Brinkmann sowie Josef Joham. Mit fortschreitender Dauer des Zweiten Weltkrieges wurde das Unternehmen von der Kriegswirtschaft vereinnahmt, 1943 erhielt das Unternehmen eine arisierte Marmeladenfabrik in Tenczynek zugeteilt und produzierte dort jährlich 1,5 Millionen Kilo Marmelade vorwiegend für die Deutsche Wehrmacht. Julius Meinl II. verstarb 1944 auf seinem Gutshof Alt-Prerau, er hatte sein Testament so abgefasst, dass im Falle eines Sieges der Achsenmächte sein Adoptivsohn Fritz Meinl (geb. Hiksch) das Unternehmen erben sollte, bei einem Sieg der Alliierten jedoch sein leiblicher Sohn Julius III.

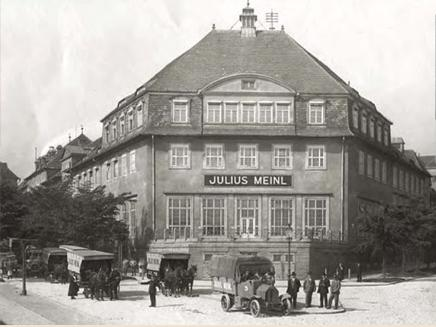
Die Zentrale in Ottakring (um 1912)

Durch den Zweiten Weltkrieg blieben vom einst umfangreichen Netz an Filialen und Tochtergesellschaften nur mehr die österreichischen und italienischen Geschäfte und Röstereien übrig. Der „Präsident“ Julius Meinl III. baute das Unternehmen nach dem Krieg schrittweise wieder auf, so dass Meinl Ende der 1960er Jahre bereits wieder 280 Filialen besaß. Dazu kamen am Ende der 1960er Jahre 78 Filialen der Brüder Kunz, die im Niedrigpreissegment im Kaffeebereich als Dachmarke fungierte.
Zum Julius-Meinl-Konzern gehörte bis 1999 auch die Hypermarktkette PAM PAM. Sie wurde von Jenö Eisenberger, dem Begründer der LÖWA-Kette, ins Leben gerufen und dann 1974 an Meinl verkauft. Der erste PAM-PAM-Markt war jener am Kreilplatz im 19. Bezirk. Die nächsten Märkte entstanden in der Siebenbrunnengasse und in der Sandleitengasse. Bis 1998 zählte Pam Pam 41 Standorte, wovon rund 20 in Wien waren. Der Rest verteilte sich über die restlichen Bundesländer.
Nach der Pleite des Konsum im Jahr 1995 erwarb Meinl 71 Filialen und führte sie fortan als Meinl-Filialen weiter, womit der Marktanteil kurzfristig auf 5 % gesteigert werden konnte.

### Neuausrichtung
Hohe Verluste im Lebensmitteleinzelhandel und die scharfe Konkurrenz bewogen Julius Meinl V. schließlich zum Rückzug aus diesem Geschäftsbereich mit den Marken Julius Meinl, Pampam und Jééé-Diskont. Im Frühjahr 1999 wurden zunächst die mittel- und westösterreichischen Standorte an Billa (Rewe Group) verkauft; im Mai gingen die Märkte in Wien, Niederösterreich und Burgenland an die Spar. Auch die Filialen in Ungarn (1999 an Delhaize), Tschechien (2005 an Ahold, mittlerweile mit Delhaize zu Ahold Delhaize fusioniert) und Polen (2005 an Tesco) wurden aufgelassen.
Die Firma konzentriert sich heute wieder auf das ursprüngliche Kaffeegeschäft und betreibt in Ottakring an der Julius-Meinl-Gasse 3–7 die Firmenzentrale. Lediglich die 1950 eröffnete Wiener Hauptfiliale Meinl am Graben dient weiter als Flagshipstore (s. u.). Seit 2002 werden in Chicago ein Kaffeehaus (Coffeehouse) und eine Coffee Bar betrieben.
Die gesamte Produktpalette an Meinl-Kaffee, darunter auch die traditionelle „Jubiläums-Mischung“ und „Der Präsident“ werden mittlerweile in einer Meinl-Rösterei in Italien hergestellt. Im Oktober 2021 wurde beschlossen, den Mohrenkopf im Markenzeichen aus Gründen des Zeitgeists aufzugeben und nur noch den bekannten Meinl-Hut ohne Kopf erscheinen zu lassen. Dies gilt nur für Meinl am Graben, nicht für die Tochtergesellschaft Meinl Austria.

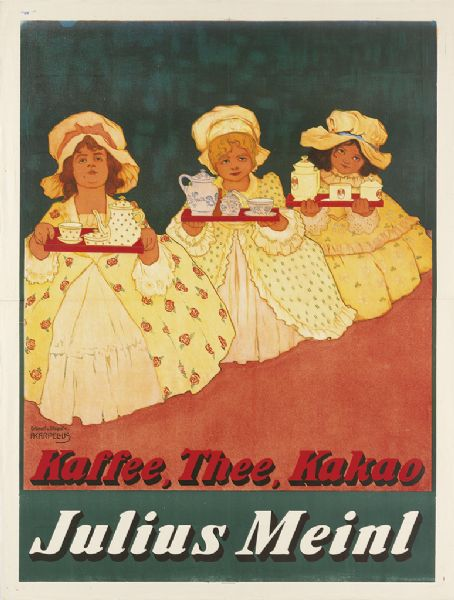
Werbeplakat von Adolf Karpellus
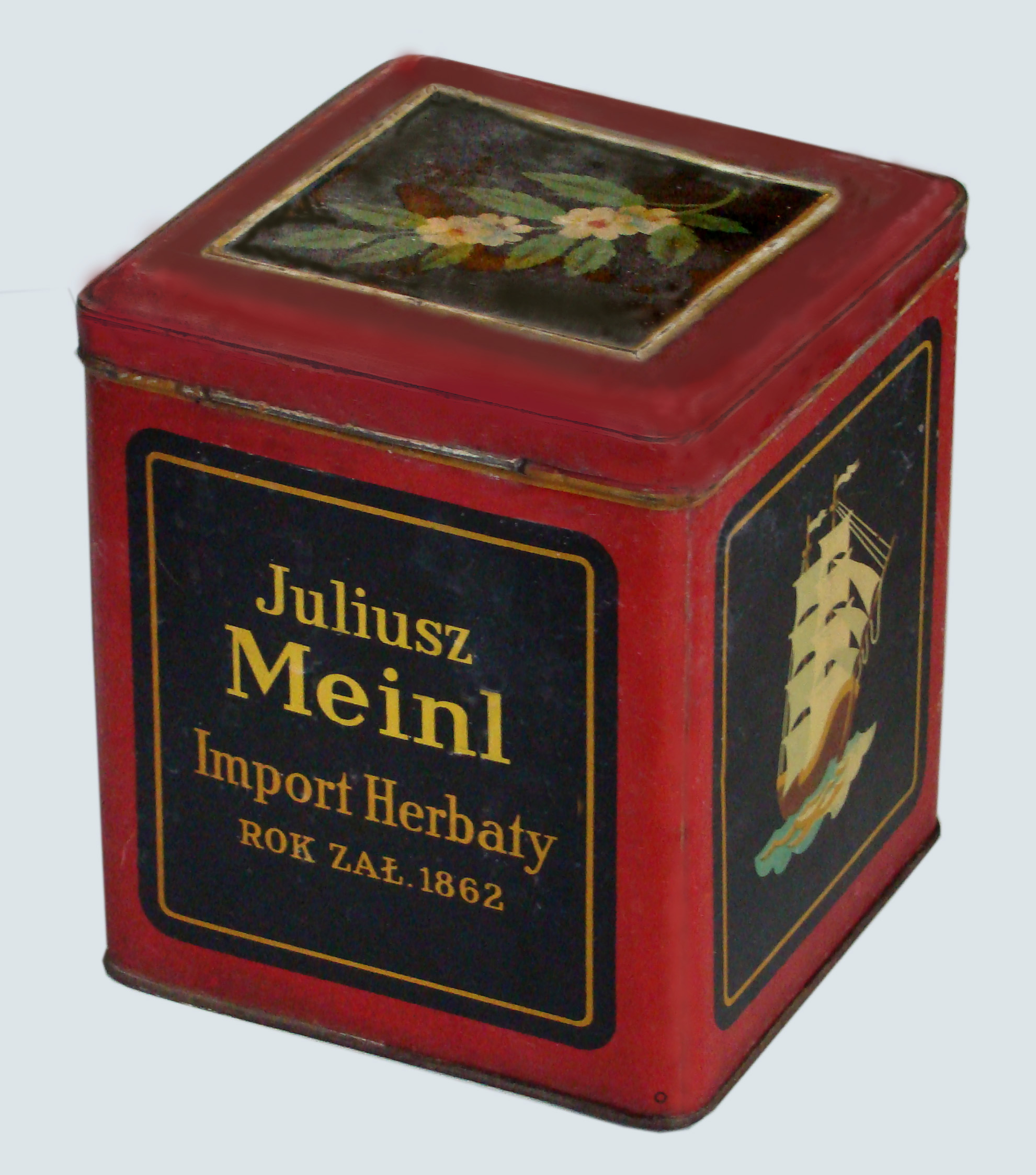
Teedose der polnischen Meinl-Tochter (vor 1939)
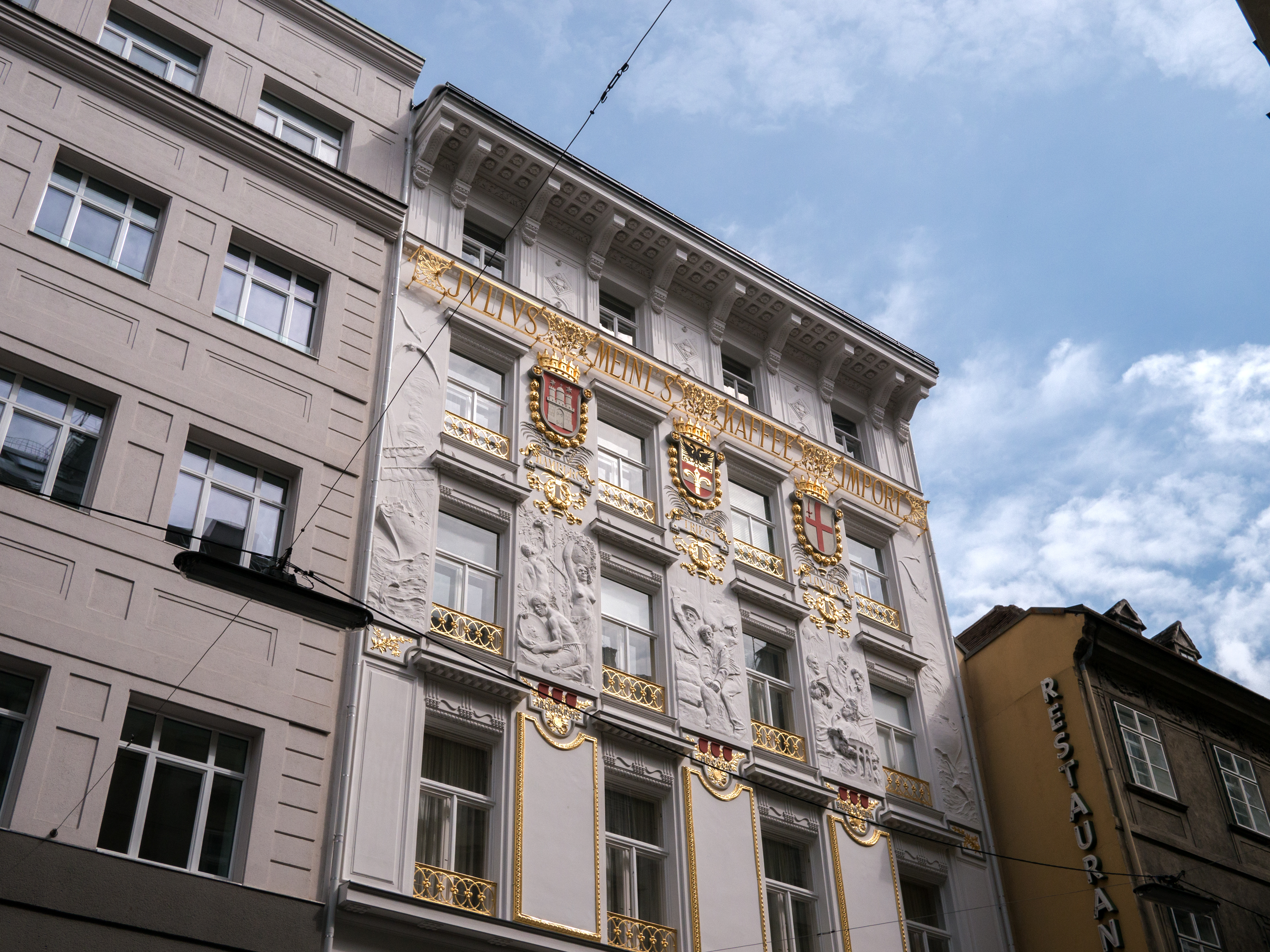
Ehemalige Firmenzentrale am Fleischmarkt 7.
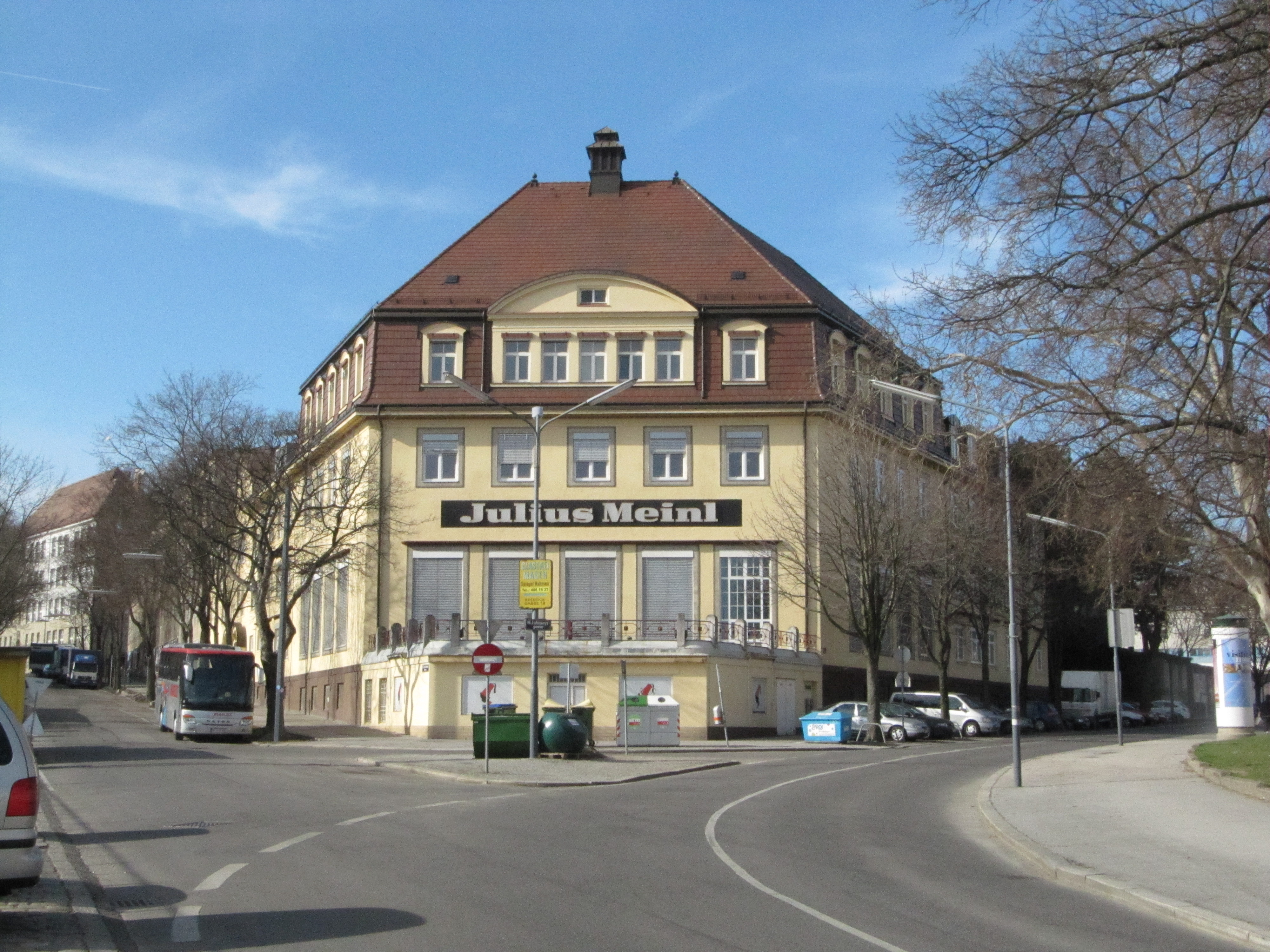
Das Stammhaus in Wien-Ottakring
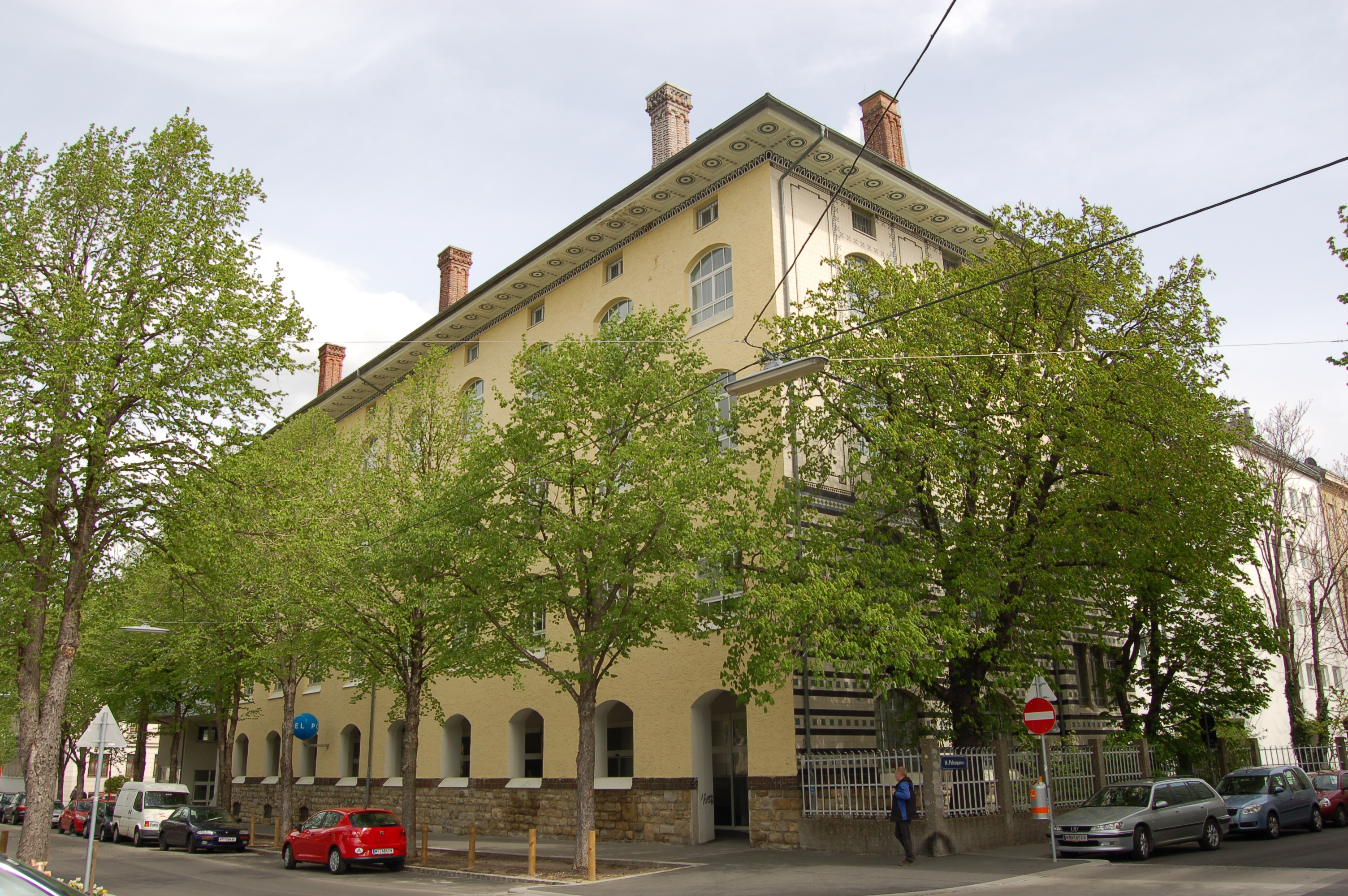
Schokoladenfabrik von Meinl in Wien-Hernals
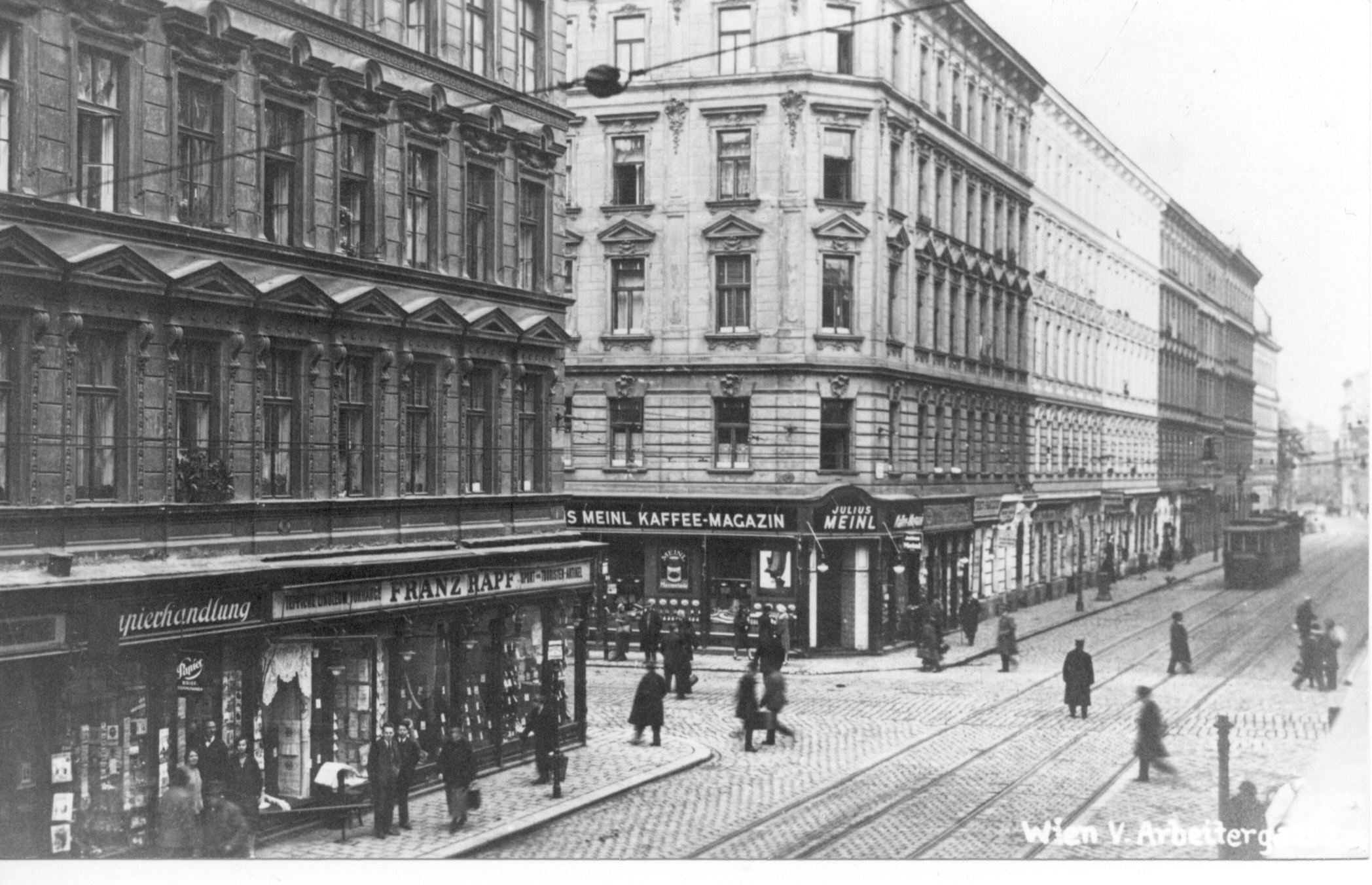
Typische Meinl-Filiale in Wien vor 1939
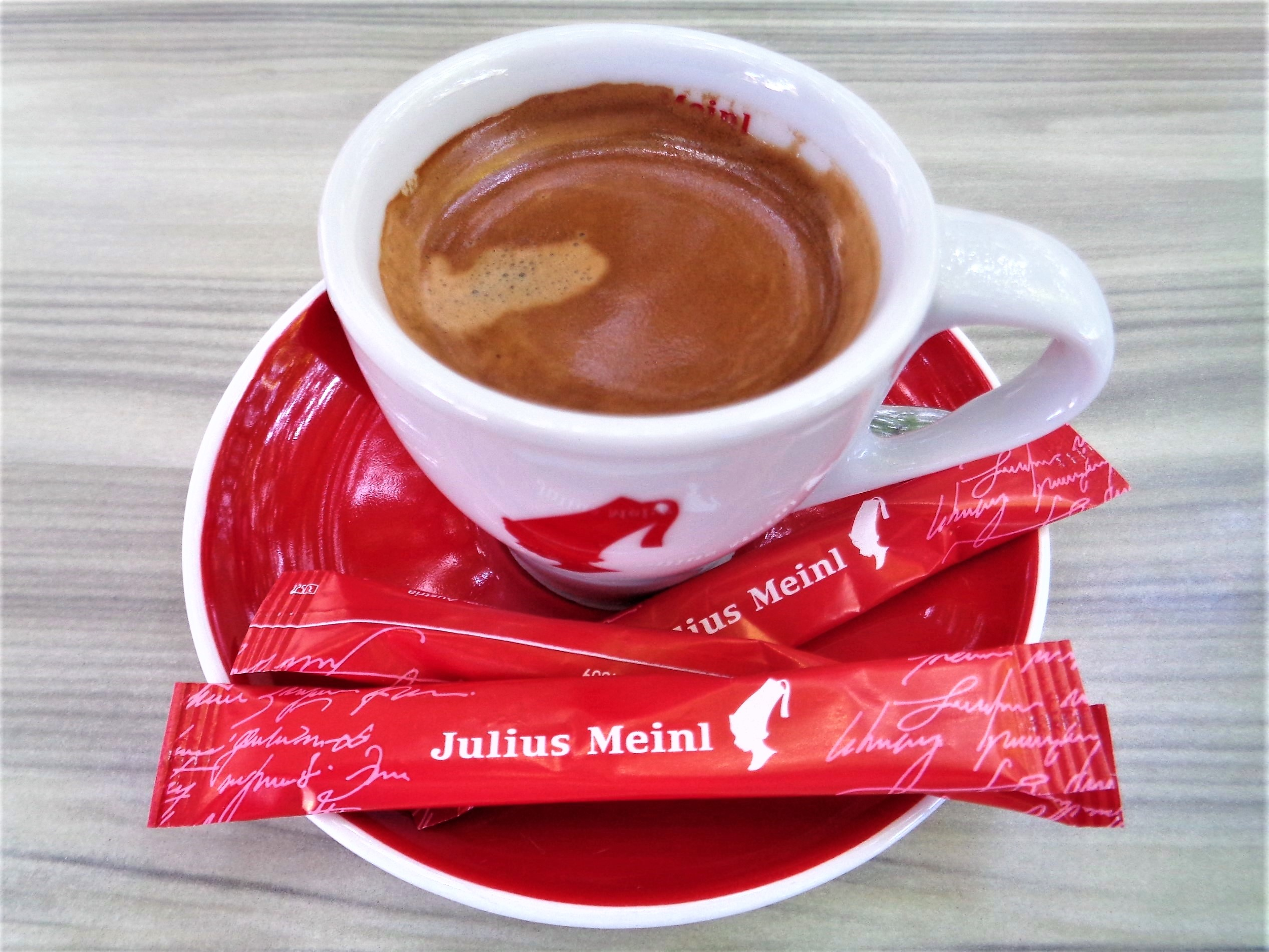
Eine Tasse Espresso Meinl heutzutage

## Meinl am Graben

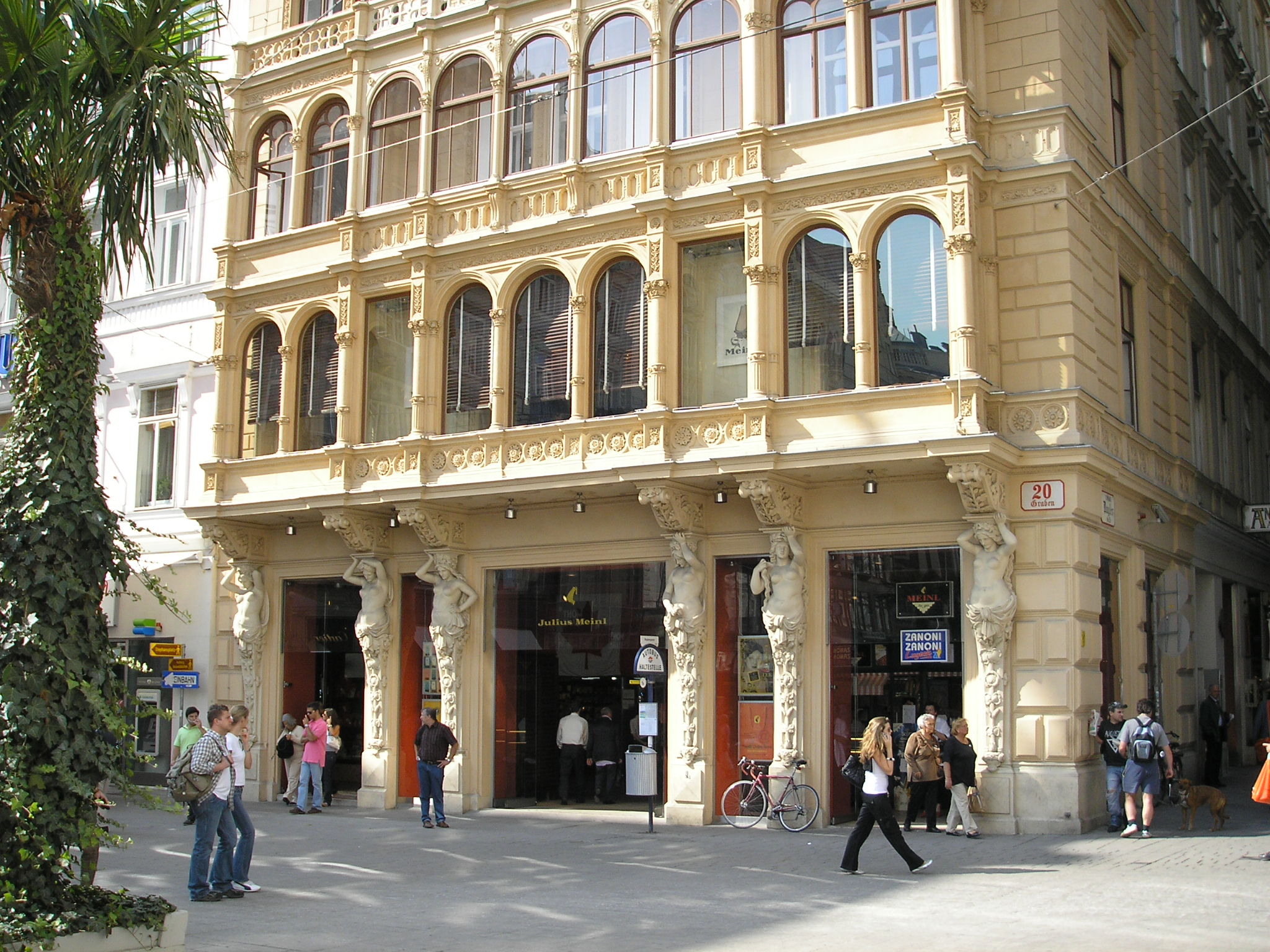
Meinl am Graben in Wien

Die bekannte Wiener Filiale Am Graben 19 (Eingang Graben 20) wurde im Jahr 1999 renoviert und vergrößert und wird als Delikatessengeschäft Meinl am Graben geführt. Diese Filiale wird von Touristen stark frequentiert. Im Sortiment sind insbesondere internationale Produkte aus den Bereichen Tee, Kaffee, Marmelade, Süßwaren, Wein und Spirituosen stark vertreten. Neben einer Auswahl an frischen Lebensmitteln werden auch verschiedene selbst hergestellte Produkte angeboten.
Das im ersten Stock des Hauses Graben 20 betriebene Restaurant wurde 2004 vom Gault-Millau mit drei Hauben ausgezeichnet. Ab März 2010 war Metin Yurtseven Chef de Cuisine im Restaurant, er wurde 2012 mit seiner ersten Gault-Millau-Haube ausgezeichnet. Im Mai 2021 wurde die Schließung des Restaurants und der Weinbar bekannt.

## Logo

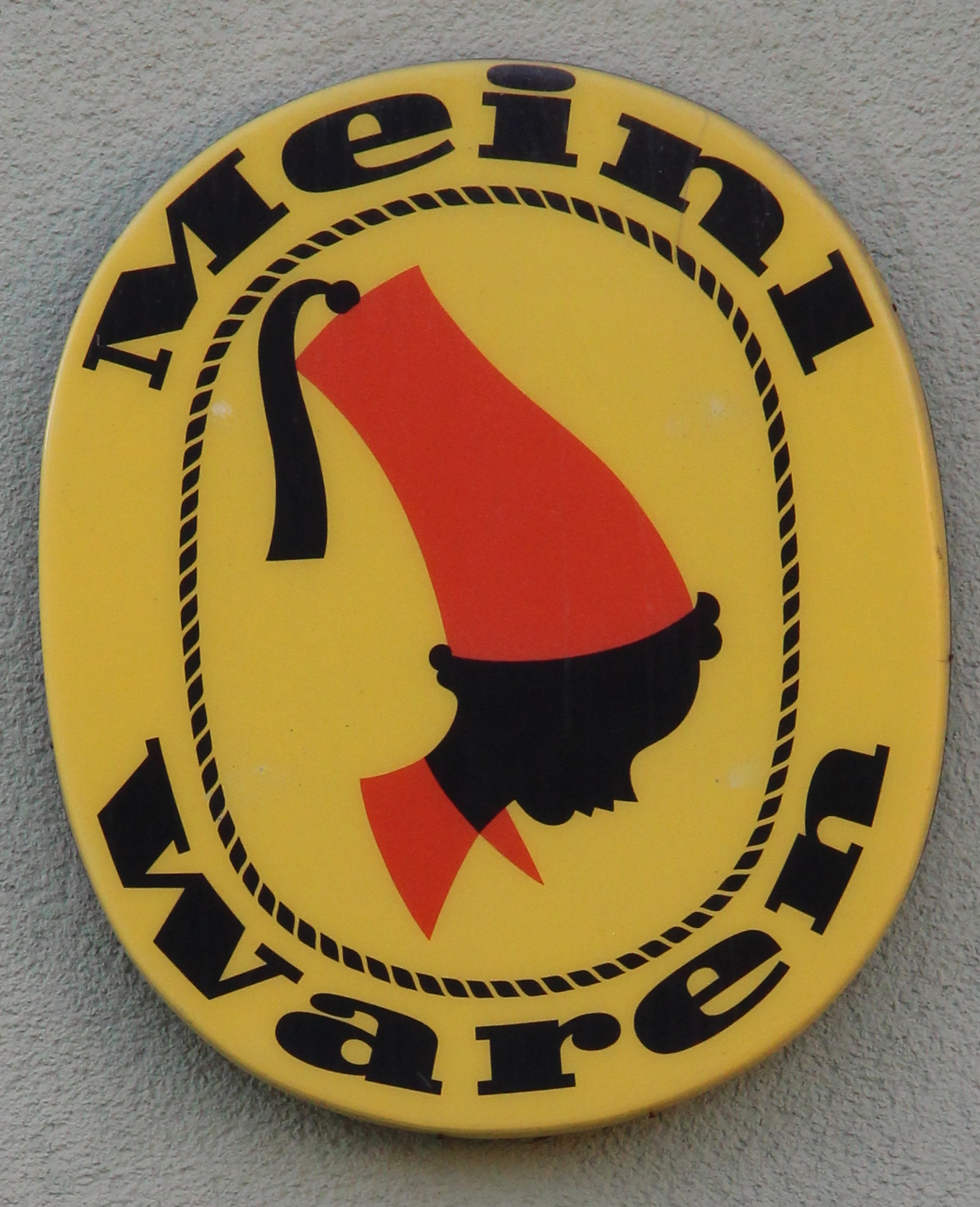
Historisches Meinl-Logo (vor 2004)

Das ursprüngliche Logo zeigte in einem horizontalen Oval ein besegeltes Handelsschiff auf Wellen, welches später im Logo der Meinl-Bank zu finden war. Es wurde 1924 durch einen vom Wiener Grafiker Joseph Binder entworfenen schwarzen Burschen mit rotem Fes ersetzt, der auf die Geschichte der Wiener Kaffeekultur verweist: Der Kaffee erreichte Wien über die Belagerung durch das Osmanische Reich, in dem wiederum afrikanische Sklaven für dienende Tätigkeiten eingesetzt wurden. Das Logo, ähnlich wie der Mohr von Sarotti, hatte einen starken Wiedererkennungswert des Unternehmens und ist auf fast jedem Meinl-Produkt und Filialen dargestellt. Bis in die 1990er-Jahre prägten Metallschilder mit dem Logo das österreichische Straßenbild. Inzwischen erzielen sie bei Auktionen hohe Preise. Mit den Jahren unterlag der Meinl-Mohr verschiedenen Veränderungen, blieb aber lange in seiner Kernkomponente bestehen. 2004 überarbeitete der Designer Matteo Thun das Logo, indem er es durch eine rote Silhouette des Buben ersetzte und ihn aufrecht schauen ließ.
Die Initiative Mein Julius hat 2007 eine veraltete Version des Logos in ein Protestzeichen umgewandelt, um gegen rassistische Klischees sowie gegen Fehlinterpretationen von Afrika und der Kolonialzeit zu demonstrieren. Allerdings benutzt die Initiative dazu ein Logo von vor 2004 und nicht die überarbeitete Version ab 2004, da dieses nicht mehr für die bildliche Darstellung des Protestes und des Rassismus-Klischees geeignet gewesen wäre. Die Initiative weist auch nicht darauf hin, dass sie ein veraltetes Logo benutzt oder dass Meinl das Logo überarbeitet hatte, um den rassistischen Klischees keinen Vorschub mehr zu leisten, was wiederum Kritik an der Initiative ermöglicht.
Im Oktober 2021 wurde bekannt, dass das Delikatessengeschäft Meinl in Wien auf den umstrittenen Mohren verzichtet. Von diesem bleibt nur der Fez, seine Kopfbedeckung, künftig auf petrolfarbenem Hintergrund.